# جون جاي روبنسون
جون جاي روبنسون (بالإنجليزية: John J. Robinson)‏ هو مؤرخ أمريكي، ولد في 1918، وتوفي في 1996.